# Marcus Petronius Honoratus
Marcus Petronius Honoratus war ein im 2. Jahrhundert lebender römischer Ritter. Er stammte aus der Tribus Quirina, einem Gebiet um Reate, der früheren Hauptstadt der Sabiner.
Marcus Petronius Honoratus durchlief die festgelegten Stationen einer ritterlichen Laufbahn, wie sie sich im Laufe der frühen Kaiserzeit herausgebildet hatte. Dazu gehörten in erster Linie die tres militiae, drei ritterlichen Posten, bei denen sich der Ritter zunächst als Präfekt einer Hilfstruppenkohorte, als Militärtribun und zuletzt als Präfekt eines Reiterregiments (Ala) bewähren musste. So übernahm er zu Beginn seiner militärischen Laufbahn, wohl noch während der Regierungszeit des Kaisers Hadrian (117–138) als Praefectus cohorti die Führung einer Cohors I Raetorum (1. Kohorte der Raeter). Anschließend diente er als Militärtribun in der Legio I Minervia, die in Niedergermanien ihren Hauptsitz hatte. Den Abschluss seiner ausschließlich militärischen Laufbahn bildete die Kommandantur der Ala Augusta II pia fidelis Thracum, die in der Provinz Mauretania Caesariensis lag.
Im Anschluss an die rein militärische Karriere folgte vermutlich bereits unter Kaiser Antoninus Pius (138–161) eine ritterliche Beamtenlaufbahn. Marcus Petronius Honoratus wurde Leiter einer kaiserlichen Münzstätte (procurator monetae); dieser Posten war mit einem Jahreseinkommen von 100.000 Sesterzen verbunden. Danach wurde er Procurator der Erbschaftssteuer (XX hereditatium); dieser Posten war mit einem Jahreseinkommen von 200.000 Sesterzen verbunden. Wahrscheinlich in den Jahren von 138 bis 140 übte er die Prokuratur in den Provinzen Belgica, Germania inferior und Germania superior aus. Es folgte der Aufstieg in das hohe Amt eines kaiserlichen Rechnungsführers (procurator a rationibus). Hierauf amtierte Marcus Petronius Honoratus als praefectus annonae, wo er für die Getreideversorgung der Provinzen verantwortlich war. Am Ende seiner aufgezeichneten Laufbahn wurde er in den Jahren 147 bis 148 zum Statthalter der kaiserlichen Provinz Ägypten bestellt; als Praefectus Aegypti ist er durch mehrere Inschriften vom 29. August 147 bis zum 11. November 148 belegt.
Marcus Petronius Honoratus pflegte während seiner Dienstzeit in den Provinzen offenbar freundschaftliche Kontakte zu der einheimischen, romanisierten Adelsschicht. Dies belegt eine ihm gewidmete Inschrift, die von einem Iulius Lupercus und einer Claudia Victorina, beide dem Volksstamm der Treverer angehörig, gestiftet wurde. Vermutlich war er Marcus Petronius Mamertinus verwandt, dessen Einfluss die Karriere von Honoratus wahrscheinlich befördert hat.
Der weitere Werdegang des Marcus Petronius Honoratus ist nach dem Ende seiner Präfektur in Ägypten im Jahr 148 nicht schlüssig überliefert. Belegt ist jedoch, dass nach seiner ägyptischen Statthalterschaft eine Ehrenstatue in Rom aufgestellt wurde, die ihm, als Patron der Ölhändler aus der südspanischen Provinz Baetica, von den Geschäftsführern Cassius Faustus und Caecilius Honoratus gestiftet worden war. Hier wird am Ende der Aufzählung seines Werdegangs noch das Priesteramt des pontifex minor genannt.
Auffallend und bezeichnend für die Kontinuität einer ritterlichen Laufbahn ist, dass die Karriere des Marcus Petronius Honoratus beinah identisch mit der seines Amtsvorgängers Lucius Valerius Proculus verlaufen ist.